# Сельское поселение станица Котляревская
Се́льское поселе́ние стани́ца Котляре́вская — муниципальное образование в составе Майского района республики Кабардино-Балкария. 
Административный центр — станица Котляревская.

## География
Муниципальное образование расположено в южной части Майского района, в междуречье рек Черека и Терека. В состав поселения входят 2 населённых пункта.
Площадь сельского поселения составляет — 60.9 км2. Из них 88,8 % приходятся на земли сельскохозяйственного назначения. Помимо земель сельскохозяйственного назначения, в общую земельную площадь поселения входят земли поселений — 288,0 га. Под территории промышленности, транспорта и связи занято — 169,0 га. Земли лесного фонда составляют — 213,0 га, земли водного фонда – 15,0 га.
Земли сельского поселения граничат с территориями муниципальных образований: Майский на севере, Арик на востоке, Александровская на юго-востоке, Аргудан на юге и Нижний Черек на юго-западе.
Муниципальное образование расположено на наклонной Кабардинской равнине, в равниной зоне республики. Средние высоты на территории сельского поселения составляют 230 метров над уровнем моря. Рельеф местности представляет собой слабо волнистую аллювиальную равнину, с общим уклоном с юга на север. Вдоль долин рек Черек и Терек тянутся обрывистые берега. Восточная часть сельского поселения изрезана балками и понижениями.
Гидрографическая сеть представлена реками — Черек, Терек, Аргудан, Деменюк, Аркуданта и Аксыра. Оросительная сеть открытая в бетонном ложе, использует водозабор из рек Черек и Ахсыра. В пойме реки Черек имеются озёра-старцы. В окрестностях станицы расположены озёра — Станичное и Прозрачка. Местность высоко обеспечена пресной водой. Грунтовые воды залегают на глубине от одного до двух метров от земной поверхности.
Почвы в основном лугово-чернозёмные, луговые и аллювиально-луговые. Содержание гумуса 2–4 %. Мощность гумусного слоя – 52 сантиметра, пахотного – 31 сантиметр. 
Климат влажный умеренный. Лето жаркое. Средняя температура воздуха в июле достигает +23°С. В августе абсолютные показатели часто превышают отметку в +35°С. Зима мягкая и длится около трех месяцев. Морозы непродолжительные, минимальные температуры редко снижаются ниже −15°С. Средняя температура января составляет -2,5°С. Среднегодовое количество осадков составляет около 630 мм.

## История
В соответствии с протоколом № 23 заседания Президиума Верховного Совета КБАССР от 4 февраля 1965 года из Терского района в состав Майского района была передана территория Котляревского станичного Совета с центром в станице Котляревской. 
Современные границы сельского поселения установлены решением Исполнительного Комитета Майского районного Совета народных депутатов КБАССР от 13.09.1991 года № 269 и Законом Кабардино-Балкарской Республики «О статусе и границах муниципальных образований в Кабардино-Балкарской Республике от 17 февраля 2005 года № 409-ПП.

## Население
| 2002  | 2010  | 2012  | 2013  | 2014  | 2015  | 2016  |
| ----- | ----- | ----- | ----- | ----- | ----- | ----- |
| 3790  | ↘3468 | ↘3447 | ↘3417 | ↘3375 | ↗3386 | ↗3401 |
| 2017  | 2018  | 2019  | 2020  | 2021  | 2023  | 2024  |
| ↘3375 | ↘3345 | ↘3317 | ↘3301 | ↘3193 | ↘3185 | ↘3138 |

Процент от населения района — 8.34 % 
Плотность — 51.53 чел./км2. 

## Состав поселения
| № | Населённый пункт              | Тип населённого пункта          | Население | Доля от населения (%) |
| - | ----------------------------- | ------------------------------- | --------- | --------------------- |
| 1 | Железно-Дорожная Будка 612 км | станция                         | →0        | 0 %                   |
| 2 | Котляревская                  | станица, административный центр | ↘3138     | 100 %                 |

## Местное самоуправление
Администрация Сельского поселения станица Котляревская — станицы Котляревская, ул. Лебедевых, № 85. 
Структуру органов местного самоуправления сельского поселения составляют:
- Глава сельского поселения — Федоренко Александр Петрович.
- Администрация сельского поселения станица Котляревская  — состоит из 5 человек.
- Совет местного самоуправления сельского поселения станица Котляревская — состоит из 13 депутатов.

## Экономика
Основу экономики муниципального образования играет сельское хозяйство. Наибольшее развитие получило обработка и переработка сельскохозяйственных продуктов. 
На территории сельского поселения зарегистрировано одно сельскохозяйственное предприятие — «Красная Нива», и 17 индивидуальных предпринимателей.